# Wiliberg
Wiliberg (schweizerdeutsch: ˈʋiːlibærɡ) ist eine Einwohnergemeinde im Schweizer Kanton Aargau. Sie gehört zum Bezirk Zofingen, liegt im oberen Uerkental und grenzt an den Kanton Luzern. Wiliberg ist flächenmässig die zweitkleinste und bezüglich der Einwohnerzahl die kleinste Gemeinde des Kantons.

## Geographie
Die Gemeinde liegt an einem kurzen Seitental östlich der Uerke. Dieser in nordwestlicher Richtung fliessende Bach bildet gleichzeitig die Grenze zum Kanton Luzern. Das steil ansteigende Seitental geht im Osten in eine kleine Hochebene über. Es gibt zwei Hauptsiedlungen, das Dorf Wiliberg am Rande der Hochebene und das Quartier Buechacker am Südhang des Buechwalds. In einem weiteren Seitental an der südlichen Gemeindegrenze liegen die Höfe Hinterwiliberg und Sacher.
Die Fläche des Gemeindegebiets beträgt 117 Hektaren, davon sind 21 Hektaren bewaldet und 14 Hektaren überbaut. Der höchste Punkt befindet sich auf 685 Metern auf der Hochebene, der tiefste auf 520 Metern an der Uerke. Nachbargemeinden sind Bottenwil im Norden, Staffelbach im Nordosten, Reitnau im Südosten sowie die luzernischen Gemeinden Reiden im Südwesten und Wikon im Westen.

## Geschichte

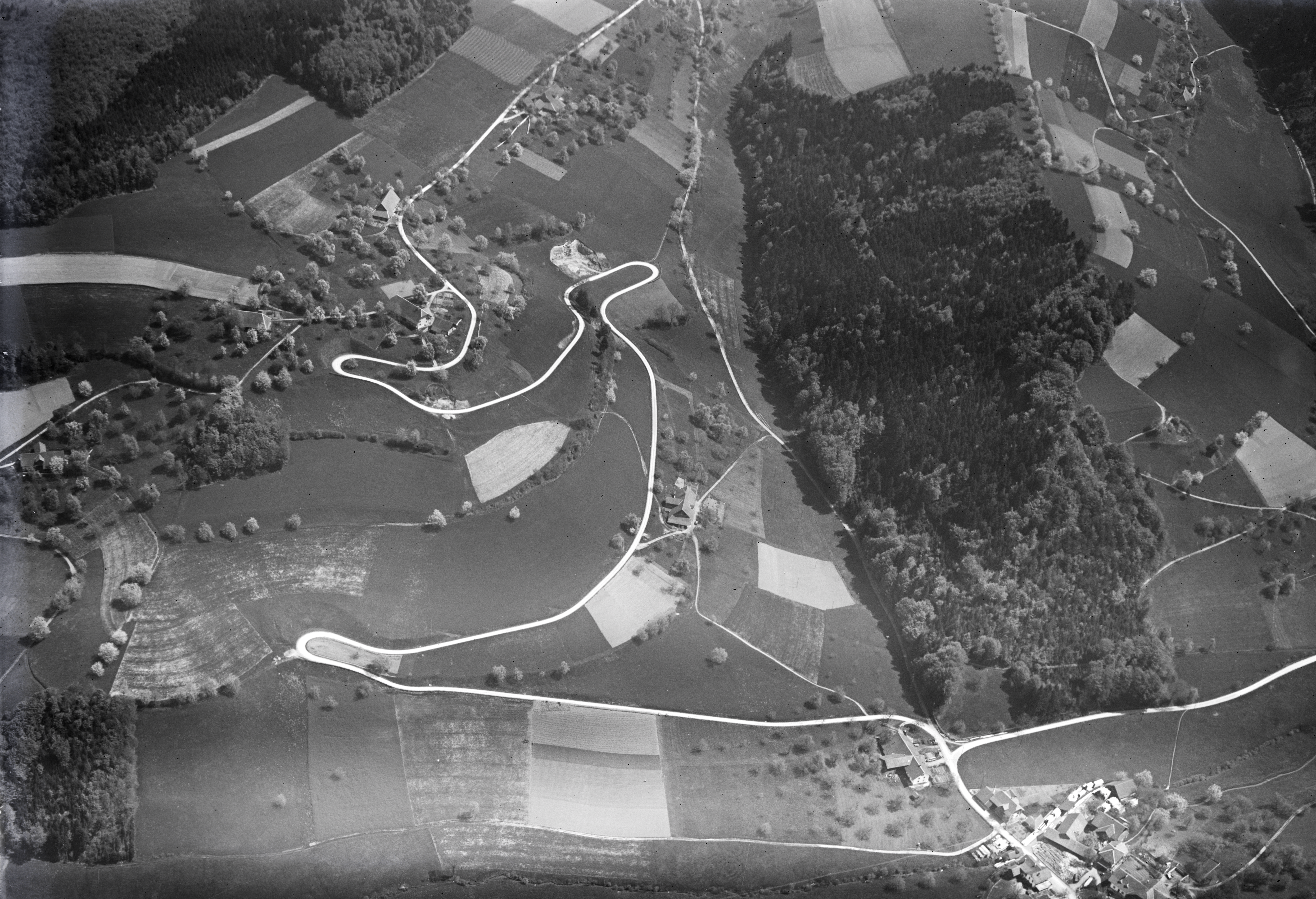
Luftansicht (ca. 1925), Aufnahme durch Walter Mittelholzer

Die erste urkundliche Erwähnung von Wileberch erfolgte im Jahr 1160 in den Acta Murensia des Klosters Muri. Der Ortsname lässt sich aus dem althochdeutschen Wilinberg ableiten und bedeutet «Berg(siedlung) des Wilo». Im Mittelalter lag das Dorf im Herrschaftsbereich der Grafen von Kyburg. Nachdem diese 1273 ausgestorben waren, übernahmen die Habsburger die Landesherrschaft und die Blutgerichtsbarkeit. 1251 verkauften Bürger der Stadt Zofingen die niedere Gerichtsbarkeit an das Kloster Engelberg. Um 1350 entstand das Muhenamt, ein gesonderter Gerichtsbezirk, dem auch Wiliberg angehörte. 1415 eroberten die Eidgenossen den Aargau. Wiliberg gehörte nun zum Untertanengebiet der Stadt Bern, dem so genannten Berner Aargau. 1528 führten die Berner die Reformation ein.
Jahrhundertelang war Wiliberg ein autonomer Steckhof. Als die Berner im Jahr 1751 alle Steckhöfe auf dem Gebiet der Landvogtei Lenzburg auflösten, ging Wiliberg aus unbekannten Gründen vergessen. Dadurch gerieten die Einwohner in eine schwierige Lage, da sie nirgends mehr zugehörig waren. Die Anerkennung als eigenständiges Gemeinwesen erfolgte erst am 16. Januar 1781 nach mehreren Bittschriften. Im März 1798 nahmen die Franzosen die Schweiz ein, entmachteten die «Gnädigen Herren» von Bern und riefen die Helvetische Republik aus. Seither gehört die Gemeinde zum Kanton Aargau. Wegen seiner Abgeschiedenheit ist Wiliberg seither kaum gewachsen, sodass die Landwirtschaft noch heute eine dominierende Rolle spielt.

## Wappen
Die Blasonierung des Gemeindewappens lautet: «Geteilt von Weiss mit blauer Traube an grüner Rebe mit zwei Blättern und von Blau mit halbem gelbem Mühlrad.» Das Wappen erschien erstmals 1811 auf dem Gemeindesiegel und soll die zwei Hauptgeschlechter des Dorfes symbolisieren, die Müller und die Lässer (Weinleser). Bis 1966 war die Weinrebe kleiner gezeichnet und stand auf einem grünen Dreiberg.

## Bevölkerung
Die Einwohnerzahlen entwickelten sich wie folgt:
| Jahr      | 1850 | 1900 | 1930 | 1950 | 1960 | 1970 | 1980 | 1990 | 2000 | 2010 | 2020 |
| Einwohner | 197  | 133  | 127  | 155  | 137  | 114  | 127  | 148  | 151  | 155  | 167  |

Am 31. Dezember 2023 lebten 166 Menschen in Wiliberg, der Ausländeranteil betrug 7,8 %. Bei der Volkszählung 2015 bezeichneten sich 65,3 % als reformiert und 15,0 % als römisch-katholisch; 19,7 % waren konfessionslos oder gehörten anderen Glaubensrichtungen an. Sämtliche Einwohner gaben bei der Volkszählung 2000 Deutsch als ihre Hauptsprache an.

## Politik und Recht
Die Versammlung der Stimmberechtigten, die Gemeindeversammlung, übt die Legislativgewalt aus. Ausführende Behörde ist der fünfköpfige Gemeinderat. Er wird im Majorzverfahren vom Volk gewählt, seine Amtsdauer beträgt vier Jahre. Der Gemeinderat führt und repräsentiert die Gemeinde. Dazu vollzieht er die Beschlüsse der Gemeindeversammlung und die Aufgaben, die ihm vom Kanton zugeteilt wurden. Für Rechtsstreitigkeiten ist in erster Instanz das Bezirksgericht Zofingen zuständig. Wiliberg gehört zum Friedensrichterkreis XVI (Zofingen).

## Wirtschaft
In Wiliberg gibt es gemäss der im Jahr 2015 erhobenen Statistik der Unternehmensstruktur (STATENT) rund 30 Arbeitsplätze, davon je 50 % in der Landwirtschaft und im Dienstleistungsbereich. Die meisten Erwerbstätigen sind Wegpendler und arbeiten in den Regionen Zofingen oder Aarau.

## Verkehr
Wiliberg liegt weit abseits der Verkehrsachsen und ist über Nebenstrassen vom Suhrental und Wiggertal aus erreichbar. Es gibt keine Verbindung an das öffentliche Verkehrsnetz, eine Buslinie nach Zofingen wurde 2008 eingestellt.

## Bildung
Die Gemeinde verfügt seit dem Schuljahr 2021/22 über keine eigene Primarschule mehr und befindet sich wie der Kindergarten in Reitnau. Aufgrund gesunkener Schülerzahlen hätte die Dorfschule eigentlich bereits früher geschlossen werden sollen, doch 2011 übernahm die Privatschule Wannenhof das Gebäude, und die einheimischen Kinder besuchten den Unterricht zusammen mit auswärtigen Privatschülern. Die Sekundarschule und die Realschule können in Reitnau oder Staffelbach besucht werden, die Bezirksschule in Schöftland. Das nächstgelegene Gymnasium ist die Kantonsschule Zofingen.

## Persönlichkeiten
- Reinhard Müller (* 1929 in Wiliberg; † 2002 in Wiliberg), Landwirt und Politiker, Nationalrat